# Monte Castrocielo
Il monte Castrocielo (1364 m s.l.m.) è una montagna, del massiccio del Monte Cairo situata nel Lazio, in provincia di Frosinone, tra i territori comunali di Castrocielo, dove si trova la vetta, e Colle San Magno.